# Узбекистан на Светском првенству у атлетици на отвореном 2013.
Узбекистан је учествовао на Светском првенству у атлетици на отвореном 2013. одржаном у Москви од 10. до 18. августа. У једанаестом самосталном учешћу на светским првенствима у дворани, репрезентацију Узбекистана представљало је троје атлетичара (1 мушкарац и 2 жене) који су се такмичили у три дисцилине.
На овом првенству Узбекистан није освојио ниједну медаљу. Није било нових националних, личних и рекорда сезоне.

## Учесници
| Мушкарци: - Иван Зајцев — Бацање копља | Жене: - Надија Душанова — Скок увис - Анастасија Јурављева - Троскок |  |

## Резултати

### Мушкарци
| Атлетичар   | Дисциплина   | Лични рекорд | Квалификације | Квалификације | Финале   | Финале  | Детаљи |
| Атлетичар   | Дисциплина   | Лични рекорд | Резултат      | Место         | Резултат | Место   | Детаљи |
| ----------- | ------------ | ------------ | ------------- | ------------- | -------- | ------- | ------ |
| Иван Зајцев | Бацање копља | 85,03        | 81,53         | 3. у гр. А кв | 78,33    | 11 / 33 |        |

### Жене
| Атлетичарка          | Дисциплина | Лични рекорд | Квалификације | Квалификације | Финале                | Финале  | Детаљи |
| Атлетичарка          | Дисциплина | Лични рекорд | Резултат      | Место         | Резултат              | Место   | Детаљи |
| -------------------- | ---------- | ------------ | ------------- | ------------- | --------------------- | ------- | ------ |
| Надија Душанова      | скок увис  | 1,88         | 1,88          | 9. у гр. А    | Нису се квалификовале | 14 / 27 |        |
| Анастасија Јурављева | троскок    | 14,55 НР     | 13,32         | 10. у гр. А   | Нису се квалификовале | 19 / 21 |        |